# Lijst van voetbalinterlands Bulgarije - Kazachstan (vrouwen)
Deze lijst van voetbalinterlands is een overzicht van alle officiële voetbalinterlands tussen de nationale vrouwenteams van Bulgarije en Kazachstan. De landen hebben tot nu toe zes keer tegen elkaar gespeeld.

## Wedstrijden
| № | Plaats   | Datum           | Competitie           | Wedstrijd              | Uitslag |
| - | -------- | --------------- | -------------------- | ---------------------- | ------- |
| 1 | Albena   | 2 april 2006    | Albena Cup           | Bulgarije − Kazachstan | 4 − 2   |
| 2 | onbekend | 1 november 2008 | Vriendschappelijk    | Bulgarije − Kazachstan | 3 − 2   |
| 3 | Lovetsj  | 26 oktober 2013 | WK 2015 kwalificatie | Bulgarije − Kazachstan | 1 − 1   |
| 4 | Astana   | 7 mei 2014      | WK 2015 kwalificatie | Kazachstan − Bulgarije | 4 − 1   |
| 5 | Almaty   | 5 april 2024    | EK 2025 kwalificatie | Kazachstan − Bulgarije | 0 − 1   |
| 6 | Sofia    | 16 juli 2024    | EK 2025 kwalificatie | Bulgarije − Kazachstan | 0 − 0   |

## Samenvatting
| Competitie        | Totaal gespeeld | Winst Bulgarije | Gelijk | Winst Kazachstan | Doelsaldo Bulgarije – Kazachstan |
| ----------------- | --------------- | --------------- | ------ | ---------------- | -------------------------------- |
| WK-kwalificatie   | 2               | 0               | 1      | 1                | 2 − 5                            |
| EK-kwalificatie   | 2               | 1               | 1      | 0                | 1 − 0                            |
| Albena Cup        | 1               | 1               | 0      | 0                | 4 − 2                            |
| Vriendschappelijk | 1               | 1               | 0      | 0                | 3 − 2                            |
| Totaal            | 6               | 3               | 2      | 1                | 10 − 9                           |